# Украина на летних Олимпийских играх 2016
Украина на летних Олимпийских играх 2016 года была представлена в двадцати видах спорта. Страну представили 206 спортсменов, из них 87 мужчин и 119 женщин.
Знаменосцем делегации на церемонии открытия был Николай Мильчев.

## Медали
| Золото  |                                                           |                                                                |            |
| №       | Спортсмены                                                | Вид спорта (дисциплина)                                        | Дата       |
| 1       | Олег Верняев                                              | Спортивная гимнастика (параллельные брусья, мужчины)           | 16 августа |
| 2       | Юрий Чебан                                                | Гребля на байдарках и каноэ (C-1, 200 метров, мужчины)         | 18 августа |
| Серебро |                                                           |                                                                |            |
| №       | Спортсмены                                                | Вид спорта (дисциплина)                                        | Дата       |
| 1       | Сергей Кулиш                                              | Стрельба (пневматическая винтовка, 10 метров, мужчины)         | 8 августа  |
| 2       | Олег Верняев                                              | Спортивная гимнастика (личное многоборье, мужчины)             | 10 августа |
| 3       | Елена Воронина Алина Комащук Елена Кравацкая Ольга Харлан | Фехтование (командная сабля, женщины)                          | 13 августа |
| 4       | Жан Беленюк                                               | Борьба (греко-римская борьба, до 85 кг, мужчины)               | 15 августа |
| 5       | Павел Тимощенко                                           | Современное пятиборье (личное первенство, мужчины)             | 20 августа |
| Бронза  |                                                           |                                                                |            |
| №       | Спортсмены                                                | Вид спорта (дисциплина)                                        | Дата       |
| 1       | Ольга Харлан                                              | Фехтование (индивидуальная сабля, женщины)                     | 8 августа  |
| 2       | Богдан Бондаренко                                         | Лёгкая атлетика (прыжки в высоту, мужчины)                     | 16 августа |
| 3       | Тарас Мищук Дмитрий Янчук                                 | Гребля на байдарках и каноэ (C-2, 1000 метров, мужчины)        | 20 августа |
| 4       | Анна Ризатдинова                                          | Художественная гимнастика (индивидуальное многоборье, женщины) | 20 августа |

## Состав сборной
Состав сборной Украины на летних Олимпийских играх в Рио-де-Жанейро будет состоять минимум из 205 спортсменов, которые примут участие как минимум в двадцати видах спорта. Олимпийскую делегацию возглавила член исполкома НОК Украины, серебряная медалистка летних Олимпийских игр 1980 года Нина Уманец.
 Академическая гребля
1. Иван Довгодько
2. Дмитрий Михай
3. Артём Морозов
4. Александр Надтока
5. Елена Буряк
6. Дарина Верхогляд
7. Анастасия Коженкова
8. Евгения Нимченко

 Бадминтон
1. Артём Почтарёв
2. Мария Улитина

 Бокс
1. Николай Буценко
2. Владимир Матвийчук
3. Дмитрий Митрофанов
4. Денис Солоненко
5. Татьяна Коб

 Борьба
Вольная борьба
1. Валерий Андрейцев
2. Ален Засеев
3. Андрей Квятковский
4. Оксана Гергель
5. Алина Стадник-Махиня
6. Юлия Ткач
7. Юлия Халваджи
8. Алла Черкасова

Греко-римская борьба
1. Жан Беленюк
2. Дмитрий Тимченко
3. Александр Чернецкий

Велоспорт
 Шоссейный велоспорт
1. Андрей Гривко
2. Денис Костюк
3. Андрей Хрипта
4. Анна Соловей

 Трековый велоспорт
1. Любовь Басова

 Маунтинбайк
1. Яна Беломоина
2. Ирина Попова

Гребля на байдарках и каноэ
 Гребля на гладкой воде
1. Павел Алтухов
2. Тарас Мищук
3. Юрий Чебан
4. Дмитрий Янчук
5. Светлана Ахадова
6. Инна Грищун
7. Мария Повх
8. Анастасия Тодорова

 Гребной слалом
1. Виктория Ус

 Дзюдо
1. Артём Блошенко
2. Георгий Зантарая
3. Кеджау Ньябали
4. Яков Хаммо
5. Виктория Туркс
6. Марина Черняк
7. Светлана Ярёмка

 Конный спорт
1. Ульрих Кирхофф
2. Кассио Риветти
3. Ференц Сентирмай
4. Рене Теббель
5. Инна Логутенкова

 Лёгкая атлетика
1. Иван Банзерук
2. Богдан Бондаренко
3. Игорь Бодров
4. Сергей Будза
5. Виталий Бутрым
6. Евгений Виноградов
7. Игорь Главан
8. Руслан Дмитренко
9. Алексей Касьянов
10. Назар Коваленко
11. Дмитрий Косинский
12. Никита Нестеренко
13. Игорь Олефиренко
14. Андрей Проценко
15. Игорь Русс
16. Алексей Семёнов
17. Александр Ситковский
18. Сергей Смелик
19. Дмитрий Яковенко
20. Марина Бех
21. Ольга Бибик
22. Надежда Боровская
23. Елизавета Брызгина
24. Анна Гацко-Федусова
25. Ирина Геращенко
26. Ольга Голодная
27. Екатерина Дерун
28. Анна Лунёва
29. Наталья Золотухина
30. Ольга Земляк
31. Анна Касьянова
32. Инна Кашина
33. Марина Килипко
34. Ирина Климец
35. Елена Колесниченко
36. Анна Корнута
37. Ольга Котовская
38. Юлия Левченко
39. Наталья Легонькова
40. Алина Логвиненко
41. Наталья Лупу
42. Ольга Ляховая
43. Татьяна Мельник
44. Валентина Мирончук
45. Ирина Новожилова
46. Галина Облещук
47. Оксана Окунева
48. Юлия Олишевская
49. Анна Плотицына
50. Олеся Повх
51. Наталья Погребняк
52. Наталья Прищепа
53. Мария Ремень
54. Ольга Саладуха
55. Наталья Семёнова
56. Светлана Станко
57. Наталья Строгова
58. Кристина Стуй
59. Анна Титимец
60. Виктория Ткачук
61. Алина Фёдорова
62. Руслана Цихоцкая
63. Мария Шаталова
64. Оксана Шкурат
65. Елена Яновская

 Настольный теннис
1. Коу Лей
2. Татьяна Биленко

 Парусный спорт
1. Павел Мацуев
2. Александр Тугарев
3. Борис Швец

 Плавание
1. Андрей Говоров
2. Любомир Лемешко
3. Дмитрий Оселедец
4. Михаил Романчук
5. Сергей Фролов
6. Дарья Зевина
7. Дарья Степанюк

 Прыжки в воду
1. Александр Горшковозов
2. Максим Долгов
3. Илья Кваша
4. Анна Красношлык
5. Анастасия Недобига
6. Юлия Прокопчук
7. Елена Фёдорова

 Прыжки на батуте
1. Наталья Москвина

 Синхронное плавание
1. Лолита Ананасова
2. Анна Волошина
3. Елена Гречихина
4. Ольга Золотарёва
5. Александра Сабада
6. Анастасия Савчук
7. Екатерина Садурская
8. Ксения Сидоренко
9. Дарья Юшко

 Современное пятиборье
1. Павел Тимощенко
2. Андрей Федечко
3. Анастасия Спас

 Спортивная гимнастика
1. Олег Верняев
2. Владислав Грико
3. Игорь Радивилов
4. Максим Семянкив
5. Андрей Сеничкин
6. Ангелина Кислая

 Стрельба
1. Роман Бондарук
2. Павел Коростылёв
3. Сергей Кулиш
4. Николай Мильчев
5. Олег Омельчук
6. Олег Царьков
7. Наталья Кальныш
8. Елена Костевич

 Стрельба из лука
1. Виктор Рубан
2. Вероника Марченко
3. Анастасия Павлова
4. Лидия Сиченикова

 Теннис
1. Илья Марченко
2. Денис Молчанов
3. Людмила Киченок
4. Надежда Киченок
5. Ольга Савчук
6. Элина Свитолина

 Триатлон
1. Иван Иванов
2. Юлия Елистратова

 Тяжёлая атлетика
1. Владимир Гоза
2. Роман Зайцев
3. Александр Пелешенко
4. Дмитрий Чумак
5. Ирина Деха
6. Анастасия Лысенко
7. Юлия Паратова
8. Анастасия Шишанова

 Фехтование
1. Анатолий Герей
2. Дмитрий Карюченко
3. Богдан Никишин
4. Максим Хворост
5. Андрей Ягодка
6. Елена Воронина
7. Алина Комащук
8. Елена Кравацкая
9. Елена Кривицкая
10. Ольга Лелейко
11. Ксения Пантелеева
12. Анфиса Почкалова
13. Ольга Харлан
14. Яна Шемякина

 Художественная гимнастика
1. Анастасия Возняк
2. Евгения Гомон
3. Валерия Гудым
4. Александра Гридасова
5. Елена Дмитраш
6. Анна Ризатдинова

## Результаты соревнований

### Академическая гребля
В следующий раунд из каждого заезда проходят несколько лучших экипажей (в зависимости от дисциплины). В отборочный заезд попадают спортсмены, выбывшие в предварительном раунде. В финал A выходят 6 сильнейших экипажей, остальные разыгрывают места в утешительных финалах B-F.
Мужчины
| Соревнование    | Спортсмены                                                   | Предварительный заезд | Предварительный заезд | Предварительный заезд | Отборочный заезд | Отборочный заезд | Отборочный заезд | Четвертьфинал | Четвертьфинал | Четвертьфинал | Полуфинал     | Полуфинал     | Полуфинал     | Финал   | Финал   | Итоговое место |
| Соревнование    | Спортсмены                                                   | Заезд                 | Время                 | Место                 | Заезд            | Время            | Место            | Заезд         | Время         | Место         | Заезд         | Время         | Место         | Время   | Место   | Итоговое место |
| --------------- | ------------------------------------------------------------ | --------------------- | --------------------- | --------------------- | ---------------- | ---------------- | ---------------- | ------------- | ------------- | ------------- | ------------- | ------------- | ------------- | ------- | ------- | -------------- |
| четвёрки парные | Дмитрий Михай Артём Морозов Александр Надтока Иван Довгодько | 1                     | 5:52,90               | 2 Q                   | Не участвовали   | Не участвовали   | Не участвовали   | Не проводится | Не проводится | Не проводится | Не проводится | Не проводится | Не проводится | Финал A | Финал A | 6              |
| четвёрки парные | Дмитрий Михай Артём Морозов Александр Надтока Иван Довгодько | 1                     | 5:52,90               | 2 Q                   | Не участвовали   | Не участвовали   | Не участвовали   | Не проводится | Не проводится | Не проводится | Не проводится | Не проводится | Не проводится | 6:16.30 | 6       | 6              |

Женщины
| Соревнование    | Спортсмены                                                        | Предварительный заезд | Предварительный заезд | Предварительный заезд | Отборочный заезд | Отборочный заезд | Отборочный заезд | Четвертьфинал | Четвертьфинал | Четвертьфинал | Полуфинал     | Полуфинал     | Полуфинал     | Финал   | Финал   | Итоговое место |
| Соревнование    | Спортсмены                                                        | Заезд                 | Время                 | Место                 | Заезд            | Время            | Место            | Заезд         | Время         | Место         | Заезд         | Время         | Место         | Время   | Место   | Итоговое место |
| --------------- | ----------------------------------------------------------------- | --------------------- | --------------------- | --------------------- | ---------------- | ---------------- | ---------------- | ------------- | ------------- | ------------- | ------------- | ------------- | ------------- | ------- | ------- | -------------- |
| четвёрки парные | Дарина Верхогляд Алёна Буряк Анастасия Коженкова Евгения Нимченко | 1                     | 6:35,48               | 1 Q                   | Не участвовали   | Не участвовали   | Не участвовали   | Не проводится | Не проводится | Не проводится | Не проводится | Не проводится | Не проводится | Финал А | Финал А | 4              |
| четвёрки парные | Дарина Верхогляд Алёна Буряк Анастасия Коженкова Евгения Нимченко | 1                     | 6:35,48               | 1 Q                   | Не участвовали   | Не участвовали   | Не участвовали   | Не проводится | Не проводится | Не проводится | Не проводится | Не проводится | Не проводится | 6:56.09 | 4       | 4              |

### Бадминтон
Одиночный разряд
| Соревнование | Спортсмены     | Групповой этап              | Групповой этап           | Групповой этап | 1/8 финала                           | 1/4 финала            | 1/2 финала            | Финал                 | Итоговое место |
| Соревнование | Спортсмены     | 1 матч                      | 2 матч                   | Место          | 1/8 финала                           | 1/4 финала            | 1/2 финала            | Финал                 | Итоговое место |
| ------------ | -------------- | --------------------------- | ------------------------ | -------------- | ------------------------------------ | --------------------- | --------------------- | --------------------- | -------------- |
| мужчины      | Артём Почтарёв | Группа N                    | Группа N                 | Группа N       | Завершил выступление                 | Завершил выступление  | Завершил выступление  | Завершил выступление  | 41             |
| мужчины      | Артём Почтарёв | Джейкоб Маликал (RSA) П 2:0 | Сон Ван Хо (KOR) П 2:0   | 3              | Завершил выступление                 | Завершил выступление  | Завершил выступление  | Завершил выступление  | 41             |
| женщины      | Мария Улитина  | Группа G                    | Группа G                 | Группа G       | Порнтип Буранапрасертсук (THA) П 2:0 | Завершила выступление | Завершила выступление | Завершила выступление | 13             |
| женщины      | Мария Улитина  | Лоайнне Висенте (BRA) В 2:0 | Саина Нехвал (IND) В 2:0 | 1              | Порнтип Буранапрасертсук (THA) П 2:0 | Завершила выступление | Завершила выступление | Завершила выступление | 13             |

### Бокс
Квоты, завоёванные спортсменами являются именными. Если от одной страны путёвки на Игры завоюют два и более спортсмена, то право выбора боксёра предоставляется национальному Олимпийскому комитету. Соревнования по боксу проходят по системе плей-офф. Для победы в олимпийском турнире боксёру необходимо одержать либо четыре, либо пять побед в зависимости от жеребьёвки соревнований. Оба спортсмена, проигравшие в полуфинальных поединках, становятся обладателями бронзовых наград.
Мужчины
| Категория | Спортсмены         | Первый раунд          | Второй раунд         | Четвертьфинал        | Полуфинал            | Финал                | Место                |
| Категория | Спортсмены         | Соперник Результат    | Соперник Результат   | Соперник Результат   | Соперник Результат   | Соперник Результат   | Место                |
| --------- | ------------------ | --------------------- | -------------------- | -------------------- | -------------------- | -------------------- | -------------------- |
| до 56 кг  | Николай Буценко    | MARМ. Хамут П 0:2     | завершил выступление | завершил выступление | завершил выступление | завершил выступление | завершил выступление |
| до 64 кг  | Владимир Матвийчук | AZEЛ. Сотомайор П 0:3 | завершил выступление | завершил выступление | завершил выступление | завершил выступление | завершил выступление |
| до 75 кг  | Дмитрий Митрофанов | FRAК. М’Билли П 0:3   | завершил выступление | завершил выступление | завершил выступление | завершил выступление | завершил выступление |
| до 81 кг  | Денис Солоненко    | AZEТ. Мамедов П 0:3   | завершил выступление | завершил выступление | завершил выступление | завершил выступление | завершил выступление |

Женщины
| Категория | Спортсмены  | Первый раунд               | Четвертьфинал         | Полуфинал             | Финал                 | Место |
| Категория | Спортсмены  | Соперник Результат         | Соперник Результат    | Соперник Результат    | Соперник Результат    | Место |
| --------- | ----------- | -------------------------- | --------------------- | --------------------- | --------------------- | ----- |
| до 51 кг  | Татьяна Коб | BULСтанимира Петрова В 2:1 | GBRНикола Адамс П 3:0 | завершила выступление | завершила выступление | 8     |

### Борьба
В соревнованиях по борьбе, как и на предыдущих трёх Играх, разыгрывалось 18 комплектов наград. По 6 у мужчин в вольной и греко-римской борьбе и 6 у женщин в вольной борьбе. Турнир пройдёт по олимпийской системе с выбыванием. В утешительный раунд попадали участники, проигравшие в своих поединках будущим финалистам соревнований. Каждый поединок состоял из двух раундов по 3 минуты, победителем становился спортсмен, набравший большее количество технических очков. По окончании схватки, в зависимости от результатов спортсменам начислялись классификационные очки.
Сразу 5 из 18 возможных олимпийских лицензий украинские борцы завоевали по итогам чемпионата мира 2015 года. Ещё 6 были добыты по результатам различных квалификационных турниров. По итогам олимпийского отбора наибольшее представительство у украинских борцов оказалось в женской борьбе, где были добыты 5 из 6 возможных квот. Единственную олимпийскую лицензию украинским спортсменкам не удалось получить в весовой категории до 48 кг. У мужчин и в вольной, и в греко-римской борьбе было завоёвано по 3 квоты.
Мужчины
Вольная борьба
| Категория | Спортсмены         | Первый раунд         | 1/8 финала                | Четвертьфинал        | Полуфинал            | Финал                 | Место |
| Категория | Спортсмены         | Соперник Результат   | Соперник Результат        | Соперник Результат   | Соперник Результат   | Соперник Результат    | Место |
| --------- | ------------------ | -------------------- | ------------------------- | -------------------- | -------------------- | --------------------- | ----- |
| до 65 кг  | Андрей Квятковский | Не участвовал        | AZEТ. Аскеров П 4:1       | USAФ. Молинаро П 3:1 | Завершил выступление | Завершил выступление  | 13    |
| до 97 кг  | Валерий Андрейцев  | Не участвовал        | RUSА. Болтукаев В 3:1     | KGZМ. Мусаев В 3:1   | AZEХ. Газюмов П 4:0  | UZBМ. Ибрагимов П 3:1 | 5     |
| до 125 кг | Ален Засеев        | RUSБилял Махов В 3:1 | GEOГено Петриашвили П 3:1 | Завершил выступление | Завершил выступление | Завершил выступление  | 10    |

Греко-римская борьба
В категории до 85 кг Украину представлял действующий чемпион мира и Европы Жан Беленюк. Перед началом соревнований международная федерация борьбы назвала Жана главным фаворитом в борьбе за победу. На протяжении всего турнира Беленюк оправдывал свой статус, одержав три уверенных победы, причём две из них были одержаны досрочно. В финале украинцу противостоял чемпион Европейских игр россиянин Давит Чакветадзе, которому Беленюк уступил в последних двух личных встречах. После первой половины Жан выигрывал 2:0, но затем россиянин смог перевернуть ход поединка и одержал победу 9:2, став олимпийским чемпионом.
| Категория | Спортсмены          | Первый раунд               | 1/8 финала             | Четвертьфинал             | Полуфинал                 | Финал                       | Место |
| Категория | Спортсмены          | Соперник Результат         | Соперник Результат     | Соперник Результат        | Соперник Результат        | Соперник Результат          | Место |
| --------- | ------------------- | -------------------------- | ---------------------- | ------------------------- | ------------------------- | --------------------------- | ----- |
| до 85 кг  | Жан Беленюк         | Не участвовал              | EGYА. Отман В 4:0 (ST) | BULН. Байряков В 4:1 (SP) | BLRД. Гамзатов В 3:0 (PO) | RUSД. Чакветадзе П 1:3 (PP) | 2     |
| до 98 кг  | Дмитрий Тимченко    | HUNБалаж Киш П 3:0         | Завершил выступление   | Завершил выступление      | Завершил выступление      | Завершил выступление        | 15    |
| до 130 кг | Александр Чернецкий | EGYАбделатиф Мохамед В 4:0 | GEOЯкоб Каджая П 5:0   | Завершил выступления      | Завершил выступления      | Завершил выступления        | 9     |

Женщины
Вольная борьба
| Соревнование | Спортсмены           | Первый раунд            | 1/8 финала             | Четвертьфинал         | Полуфинал             | Финал                 | Место |
| Соревнование | Спортсмены           | Соперник Результат      | Соперник Результат     | Соперник Результат    | Соперник Результат    | Соперник Результат    | Место |
| ------------ | -------------------- | ----------------------- | ---------------------- | --------------------- | --------------------- | --------------------- | ----- |
| до 53 кг     | Юлия Хавалджи        | USAХелен Марулис П 1:4  | CHNДжун Сюэчунь П 1:4  | Завершила выступление | Завершила выступление | Завершила выступление | 11    |
| до 58 кг     | Оксана Гергель       | Не участвовала          | AZEЮлия Раткевич П 1:3 | Завершила выступление | Завершила выступление | Завершила выступление | 13    |
| до 63 кг     | Юлия Ткач            | CANДаниэль Лаппаж В 5:0 | CHNСюй Жуй П 3:1       | Завершила выступление | Завершила выступление | Завершила выступление | 9     |
| до 69 кг     | Алина Стадник-Махиня | JPNСара Досё П 3:1      | TURБусе Тосун П 1:3    | Завершила выступление | Завершила выступление | Завершила выступление | 11    |
| до 75 кг     | Алла Черкасова       | TURЯсемин Адар П 1:3    | Завершила выступление  | Завершила выступление | Завершила выступление | Завершила выступление | 11    |

#### 

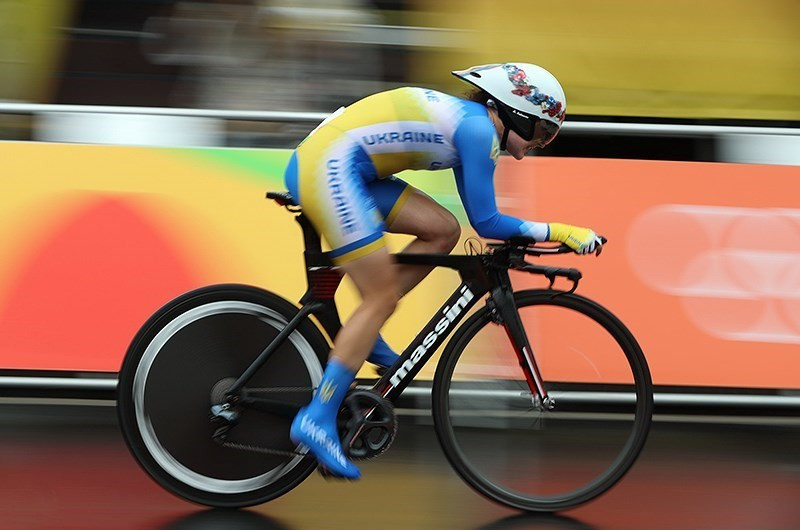
Анна Соловей во время раздельной гонки

### Велоспорт

#### Шоссейный велоспорт
Мужчины
| Соревнование     | Спортсмены    | Время      | Место | Отставание |
| ---------------- | ------------- | ---------- | ----- | ---------- |
| групповая гонка  | Андрей Гривко | 6:23:23    | 41    | +13:18     |
| групповая гонка  | Денис Костюк  | DNF        | DNF   | DNF        |
| групповая гонка  | Андрей Хрипта | DNF        | DNF   | DNF        |
| раздельная гонка | Андрей Гривко | 1:16:33,24 | 18    | +4:17,82   |

Женщины
| Соревнование     | Спортсмены   | Время    | Место | Отставание |
| ---------------- | ------------ | -------- | ----- | ---------- |
| групповая гонка  | Анна Соловей | 4:01:02  | 36    | +9:35      |
| раздельная гонка | Анна Соловей | 48:03,35 | 20    | +3:36,93   |

#### Трековый велоспорт
Кейрин
| Соревнование | Спортсмены    | Первый раунд | Первый раунд | Утешительный заезд | Утешительный заезд | Второй раунд | Второй раунд | Финал | Итоговое место |
| Соревнование | Спортсмены    | Заезд        | Место        | Заезд              | Место              | Заезд        | Место        | Место | Итоговое место |
| ------------ | ------------- | ------------ | ------------ | ------------------ | ------------------ | ------------ | ------------ | ----- | -------------- |
| женщины      | Любовь Басова | 4            | 7            | 2                  | 1                  | 2            | 3            | 5     | 5              |

#### Маунтинбайк
Женщины
| Соревнование | Спортсмены    | Время   | Место | Отставание |
| ------------ | ------------- | ------- | ----- | ---------- |
| кросс-кантри | Яна Беломоина | 1:33:28 | 9     |            |
| кросс-кантри | Ирина Попова  | 1:41:29 | 22    |            |

### Водные виды спорта

#### Плавание
В следующий раунд на каждой дистанции проходят спортсмены, показавшие лучший результат, независимо от места, занятого в своём заплыве.
Мужчины
| Дистанция                  | Спортсмены       | Предварительный раунд | Предварительный раунд | Предварительный раунд | Полуфинал            | Полуфинал            | Полуфинал            | Финал                | Финал                |
| Дистанция                  | Спортсмены       | Заплыв                | Результат             | Место                 | Заплыв               | Результат            | Место                | Результат            | Место                |
| -------------------------- | ---------------- | --------------------- | --------------------- | --------------------- | -------------------- | -------------------- | -------------------- | -------------------- | -------------------- |
| 50 метров вольным стилем   | Андрей Говоров   | 11                    | 21,49                 | 1                     | 2                    | 21,46                | 3                    | 21,74                | 5                    |
| 1500 метров вольным стилем | Михаил Романчук  | 6                     | 15:01,35              | 15                    | не проводится        | не проводится        | не проводится        | завершил выступление | завершил выступление |
| 1500 метров вольным стилем | Сергей Фролов    | 4                     | 15:04,61              | 17                    | Не проводится        | Не проводится        | Не проводится        | завершил выступление | завершил выступление |
| 100 баттерфляем            | Любомир Лемешко  | 3                     | 52,51                 | 23                    | завершил выступление | завершил выступление | завершил выступление | завершил выступление | завершил выступление |
| 200 метров брассом         | Дмитрий Оселедец | 2                     | 2:15,19               | 37                    | завершил выступление | завершил выступление | завершил выступление | завершил выступление | завершил выступление |

Женщины
| Дистанция                | Спортсмены     | Предварительный раунд | Предварительный раунд | Предварительный раунд | Полуфинал             | Полуфинал             | Полуфинал             | Финал                 | Финал                 |
| Дистанция                | Спортсмены     | Заплыв                | Результат             | Место                 | Заплыв                | Результат             | Место                 | Результат             | Место                 |
| ------------------------ | -------------- | --------------------- | --------------------- | --------------------- | --------------------- | --------------------- | --------------------- | --------------------- | --------------------- |
| 50 метров вольным стилем | Дарья Степанюк | 9                     | 25,67                 | 42                    | завершила выступление | завершила выступление | завершила выступление | завершила выступление | завершила выступление |
| 100 баттерфляем          | Дарья Степанюк | 2                     | 1:00,81               | 33                    | завершила выступление | завершила выступление | завершила выступление | завершила выступление | завершила выступление |
| 200 метров на спине      | Дарина Зевина  | 4                     | 2:08,88               | 8 Q                   | 1                     | 2:09,07               | 9                     | завершила выступление | завершила выступление |

#### Прыжки в воду
Мужчины
| Соревнование                | Спортсмены                          | Предварительный раунд | Предварительный раунд | Полуфинал     | Полуфинал     | Финал     | Финал |
| Соревнование                | Спортсмены                          | Результат             | Место                 | Результат     | Место         | Результат | Место |
| --------------------------- | ----------------------------------- | --------------------- | --------------------- | ------------- | ------------- | --------- | ----- |
| трамплин, 3 метра           | Илья Кваша                          | 398,20                | 15                    | 430,05        | 8             | 475,10    | 6     |
| синхронная вышка, 10 метров | Максим Долгов Александр Горшковозов | не проводится         | не проводится         | не проводится | не проводится | 421,98    | 6     |

Женщины
В индивидуальных прыжках с трёхметрового трамплина Украину представляли Анастасия Недобига и Елена Фёдорова. И если Недобига выбыла уже в полуфинале, то Фёдорова смогла пробиться в финал. В квалификационных раундах Елене оба раза удавалось попасть в десятку сильнейших, но в финале украинка уже после первых двух прыжков занимала заключительное 12-е место, отставая от третьего места на 30 баллов. Следующие три прыжка существенно не изменили положение в турнирной таблице и по итогам соревнований Фёдорова заняла 11-е место, опередив в финале только американскую прыгунью Эбигейл Джонстон.
| Соревнование      | Спортсмены         | Предварительный раунд | Предварительный раунд | Полуфинал | Полуфинал | Финал                 | Финал                 |
| Соревнование      | Спортсмены         | Результат             | Место                 | Результат | Место     | Результат             | Место                 |
| ----------------- | ------------------ | --------------------- | --------------------- | --------- | --------- | --------------------- | --------------------- |
| трамплин, 3 метра | Елена Фёдорова     | 318,10                | 10                    | 321,00    | 8         | 304,80                | 11                    |
| трамплин, 3 метра | Анастасия Недобига | 309,50                | 12                    | 290,15    | 18        | завершила выступление | завершила выступление |
| вышка, 10 метров  | Анна Красношлык    | 300,80                | 14                    | 295,45    | 16        | завершила выступление | завершила выступление |
| вышка, 10 метров  | Юлия Прокопчук     | 297,95                | 15                    | 300,65    | 14        | завершила выступление | завершила выступление |

#### Синхронное плавание
По итогам квалификационного раунда в соревнованиях дуэтов в финал проходят 12 сильнейших сборных. В финале синхронистки исполняют только произвольную программу. Итоговая сумма складывается из результатов финальной произвольной программы и баллов, полученных дуэтами за техническую программу, исполненную в квалификационном раунде.
| Соревнование | Спортсмены | Квалификация          | Квалификация          | Квалификация           | Квалификация           | Квалификация  | Квалификация  | Финал                  | Финал                  | Итоговый результат | Итоговый результат |
| Соревнование | Спортсмены | Техническая программа | Техническая программа | Произвольная программа | Произвольная программа | Всего         | Всего         | Произвольная программа | Произвольная программа | Итоговый результат | Итоговый результат |
| Соревнование | Спортсмены | Баллы                 | Место                 | Баллы                  | Место                  | Баллы         | Место         | Баллы                  | Место                  | Баллы              | Место              |
| ------------ | --- | --------------------- | --------------------- | ---------------------- | ---------------------- | ------------- | ------------- | ---------------------- | ---------------------- | ------------------ | ------------------ |
| дуэты        | Лолита Ананасова Анна Волошина | 93.1358               | 3                     | 93.5333                | 5                      | 186.6691      | 4             | 94.0000                | 5                      | 187.1358           | 4                  |
| группы       | Лолита Ананасова Анна Волошина Елена Гречихина Ольга Золотарёва Александра Сабада Анастасия Савчук Екатерина Садурская Ксения Сидоренко Дарья Юшко | 95.1667               | 4                     | Не проводится          | Не проводится          | Не проводится | Не проводится | 93.4413                | 4                      | 188.6080           | 4                  |

### Гимнастика

#### Спортивная гимнастика
В квалификационном раунде проходил отбор, как в финал командного многоборья, так и в финалы личных дисциплин. В финал индивидуального многоборья отбиралось 24 спортсмена с наивысшими результатами, а в финалы отдельных упражнений по 8 спортсменов, причём в финале личных дисциплин страна не могла быть представлена более, чем 2 спортсменами. В командном многоборье в квалификации на каждом снаряде выступали по 4 спортсмена, а в зачёт шли три лучших результата. В финале командных соревнований на каждом снаряде выступало по три спортсмена и все три результата шли в зачёт.
Мужчины
Многоборья
| Соревнование         | Спортсмены      | Квалификация        | Квалификация | Квалификация | Квалификация   | Квалификация        | Квалификация | Квалификация | Квалификация | Финал                | Финал                | Финал                | Финал                | Финал                | Финал                | Финал                | Финал                |
| Соревнование         | Спортсмены      | Вольные выступления | Конь         | Кольца       | Опорный прыжок | Параллельные брусья | Перекладина  | Всего        | Место        | Вольные выступления  | Конь                 | Кольца               | Опорный прыжок       | Параллельные брусья  | Перекладина          | Всего                | Место                |
| -------------------- | --------------- | ------------------- | ------------ | ------------ | -------------- | ------------------- | ------------ | ------------ | ------------ | -------------------- | -------------------- | -------------------- | -------------------- | -------------------- | -------------------- | -------------------- | -------------------- |
| личное многоборье    | Олег Верняев    | 14,833              | 15,566       | 15,200       | 15,066         | 16,166              | 15,133       | 91,964       | 1 Q          | 15,033               | 15,533               | 15,300               | 15,500               | 16,100               | 14,800               | 92,266               | 2                    |
| личное многоборье    | Максим Семянкив | 14,200              | 13,700       | 13,666       | 13,633         | 13,300              | 14,566       | 83,065       | 39           | завершил выступление | завершил выступление | завершил выступление | завершил выступление | завершил выступление | завершил выступление | завершил выступление | завершил выступление |
| командное многоборье | Олег Верняев    | 14,833              | 15,566       | 15,200       | 15,066         | 16,166              | 15,133       |              |              |                      | 15,633               |                      |                      | 15,900               |                      |                      |                      |
| командное многоборье | Владислав Грико | 13,666              | 13,766       | 13,700       |                | 14,500              | 13,666       |              |              | 13,166               | 12,666               | 13,866               | 14,241               | 14,666               | 13,700               |                      |                      |
| командное многоборье | Игорь Радивилов | 13,666              |              | 15,308       | 15,433         |                     | 13,500       |              |              | 14,600               |                      | 15,433               | 15,333               |                      | 13,300               |                      |                      |
| командное многоборье | Максим Семянкив | 14,200              | 13,700       | 13,666       | 13,633         | 13,300              | 14,566       |              |              | DNS                  |                      | DNS                  |                      | DNS                  | DNS                  |                      |                      |
| командное многоборье | Андрей Сеничкин |                     | 14,533       |              | 14,400         | 12,766              |              |              |              |                      | 15,333               |                      | 14,441               |                      |                      |                      |                      |
| командное многоборье | всего           | 42,699              | 43,865       | 44,208       | 44,889         | 43,966              | 43,365       | 263,002      | 7 Q          | 27,766               | 43,632               | 29,299               | 44,015               | 30,366               | 27,000               | 202,078              | 8                    |

Индивидуальные упражнения
| Соревнование        | Спортсмены      | Квалификация | Квалификация | Финал                | Финал                |
| Соревнование        | Спортсмены      | Очки         | Место        | Очки                 | Место                |
| ------------------- | --------------- | ------------ | ------------ | -------------------- | -------------------- |
| вольные упражнения  | Олег Верняев    | 14,833       | 22           | завершил выступление | завершил выступление |
| вольные упражнения  | Максим Семянкив | 14,200       | 38           | завершил выступление | завершил выступление |
| вольные упражнения  | Владислав Грико | 13,666       | 54           | завершил выступление | завершил выступление |
| вольные упражнения  | Игорь Радивилов | 13,666       | 55           | завершил выступление | завершил выступление |
| конь                | Олег Верняев    | 15,566       | 5 Q          | 12,400               | 8                    |
| конь                | Андрей Сеничкин | 14,533       | 25           | завершил выступление | завершил выступление |
| конь                | Владислав Грико | 13,766       | 49           | завершил выступление | завершил выступление |
| конь                | Максим Семянкив | 13,700       | 51           | завершил выступление | завершил выступление |
| кольца              | Игорь Радивилов | 15,308       | 9 Q          |                      |                      |
| кольца              | Олег Верняев    | 15,200       | 11           | завершил выступление | завершил выступление |
| кольца              | Владислав Грико | 13,700       | 56           | завершил выступление | завершил выступление |
| кольца              | Максим Семянкив | 13,666       | 58           | завершил выступление | завершил выступление |
| опорный прыжок      | Олег Верняев    | 15,183       | 7 Q          | 15,316               | 5                    |
| опорный прыжок      | Игорь Радивилов | 15,283       | 4 Q          | 15,033               | 8                    |
| параллельные брусья | Олег Верняев    | 16,166       | 1 Q          | 16,041               | 1                    |
| параллельные брусья | Владислав Грико | 14,500       | 43           | завершил выступление | завершил выступление |
| параллельные брусья | Максим Семянкив | 13,300       | 59           | завершил выступление | завершил выступление |
| параллельные брусья | Андрей Сеничкин | 12,766       | 65           | завершил выступление | завершил выступление |
| перекладина         | Олег Верняев    | 15,133       | 7 Q          | 13,366               | 8                    |
| перекладина         | Максим Семянкив | 14,566       | 29           | завершил выступление | завершил выступление |
| перекладина         | Владислав Грико | 13,666       | 53           | завершил выступление | завершил выступление |
| перекладина         | Игорь Радивилов | 13,500       | 59           | завершил выступление | завершил выступление |

Женщины
Многоборья
| Соревнование      | Спортсмены      | Квалификация   | Квалификация        | Квалификация | Квалификация       | Квалификация | Квалификация | Финал                 | Финал                 | Финал                 | Финал                 | Финал                 | Финал                 |
| Соревнование      | Спортсмены      | Опорный прыжок | Разновысокие брусья | Бревно       | Вольные упражнения | Всего        | Место        | Опорный прыжок        | Разновысокие брусья   | Бревно                | Вольные упражнения    | Всего                 | Место                 |
| ----------------- | --------------- | -------------- | ------------------- | ------------ | ------------------ | ------------ | ------------ | --------------------- | --------------------- | --------------------- | --------------------- | --------------------- | --------------------- |
| личное многоборье | Ангелина Кислая | 13,958         | 12,533              | 12,666       | 13,066             | 52,223       | 47           | завершила выступление | завершила выступление | завершила выступление | завершила выступление | завершила выступление | завершила выступление |

Индивидуальные упражнения
| Соревнование        | Спортсмены      | Квалификация | Квалификация | Финал                 | Финал                 |
| Соревнование        | Спортсмены      | Очки         | Место        | Очки                  | Место                 |
| ------------------- | --------------- | ------------ | ------------ | --------------------- | --------------------- |
| разновысокие брусья | Ангелина Кислая | 12,533       | 68           | завершила выступление | завершила выступление |
| бревно              | Ангелина Кислая | 12,666       | 69           | завершила выступление | завершила выступление |
| вольные упражнения  | Ангелина Кислая | 13,066       | 56           | завершила выступление | завершила выступление |

#### Художественная гимнастика
На Играх в Рио-де-Жанейро украинки впервые были представлены лишь одной спортсменкой в индивидуальном многоборье. Олимпийскую лицензию для страны завоевала Анна Ризатдинова, ставшая пятой по итогам чемпионата мира 2015 года. Для Анны Игры в Рио-де-Жанейро стали вторыми в карьере. На Олимпийских играх 2012 года Ризатдинова заняла лишь 10-е место Также в рамках мирового первенства была завоёвана лицензия в командном многоборье.
Женщины
По итогам квалификации в личном многоборье лидерство захватила россиянка Маргарита Мамун, опередившая Ризатдинову, занимавшую третье место всего на 0,5 балла. В финале по итогам четырёх упражнений на счету Анны было 73,583 балла. Этот результат позволил украинской гимнастке завоевать бронзовую медаль, опередив кореянку Сон Ён Чжэ на 0,6 балла.
| Соревнование              | Спортсмены                                                                      | Квалификация | Квалификация | Финал  | Финал |
| Соревнование              | Спортсмены                                                                      | Очки         | Место        | Очки   | Место |
| ------------------------- | ------------------------------------------------------------------------------- | ------------ | ------------ | ------ | ----- |
| индивидуальное многоборье | Анна Ризатдинова                                                                | 73,932       | 3 Q          | 73,583 | 3     |
| групповое многоборье      | Анастасия Возняк Евгения Гомон Валерия Гудым Александра Гридасова Елена Дмитраш | 33,816       | 8 Q          | 34,282 | 7     |

#### Прыжки на батуте
Женщины
| Соревнование      | Спортсмены       | Квалификация | Квалификация | Финал                 | Финал                 |
| Соревнование      | Спортсмены       | Очки         | Место        | Очки                  | Место                 |
| ----------------- | ---------------- | ------------ | ------------ | --------------------- | --------------------- |
| личное первенство | Наталья Москвина | 63.330       | 16           | Завершила выступление | Завершила выступление |

### Гребля на байдарках и каноэ

#### Гребля на гладкой воде
Соревнования по гребле на байдарках и каноэ на гладкой воде проходят в лагуне Родригу-ди-Фрейташ, которая находится на территории города Рио-де-Жанейро. В каждой дисциплине соревнования проходят в три этапа: предварительный раунд, полуфинал и финал.
Мужчины
| Соревнование                | Спортсмены                | Предварительный раунд | Предварительный раунд | Предварительный раунд | Полуфинал | Полуфинал | Полуфинал | Финал   | Финал | Итоговое место |
| Соревнование                | Спортсмены                | Заплыв                | Время                 | Место                 | Заплыв    | Время     | Место     | Время   | Место | Итоговое место |
| --------------------------- | ------------------------- | --------------------- | --------------------- | --------------------- | --------- | --------- | --------- | ------- | ----- | -------------- |
| каноэ-одиночки, 200 метров  | Юрий Чебан                | 1                     | 41,22                 | 3                     | 3         | 40,59     | 3         | 39,27   | 1     | 1              |
| каноэ-одиночки, 1000 метров | Павел Алтухов             | 3                     | 4:19,36               | 12                    | 1         | 3:58,57   | 3         | 4:01,58 | 5     | 5              |
| каноэ-двойки, 1000 метров   | Тарас Мищук Дмитрий Янчук | 1                     | 3:35,28               | 4                     | 1         | 3:38,38   | 1         | 15:20   | 3     | 3              |

Женщины
| Соревнование                  | Спортсмены                                                 | Предварительный раунд | Предварительный раунд | Предварительный раунд | Полуфинал | Полуфинал | Полуфинал | Финал   | Финал | Итоговое место |
| Соревнование                  | Спортсмены                                                 | Заплыв                | Время                 | Место                 | Заплыв    | Время     | Место     | Время   | Место | Итоговое место |
| ----------------------------- | ---------------------------------------------------------- | --------------------- | --------------------- | --------------------- | --------- | --------- | --------- | ------- | ----- | -------------- |
| байдарки-одиночки, 500 метров | Мария Повх                                                 |                       |                       |                       |           |           |           |         |       |                |
| байдарки-двойки, 500 метров   | Анастасия Тодорова Инна Грищун                             |                       |                       |                       |           |           |           |         |       |                |
| байдарки-четвёрки, 500 метров | Светлана Ахадова Инна Грищун Мария Повх Анастасия Тодорова | 1                     | 1:43,96               | 5                     | 1         | 1:43,36   | 4         | 1:34,21 | 4     | 4              |

#### Гребной слалом
Квалификационный раунд проходил в две попытки. Результат в каждой попытке складывался из времени, затраченного на прохождение трассы и суммы штрафных очков, которые спортсмен получал за неправильное прохождение ворот. Одно штрафное очко равнялось одной секунде. Из 2 попыток выбирался лучший результат, по результатам которого, выявлялись спортсмены с наименьшим количеством очков, которые проходили в следующий раунд. В полуфинале гребцы выполняли по одной попытки. В финал проходили спортсмены с наименьшим результатом.
Женщины
| Соревнование      | Спортсмены  | Предварительный этап | Предварительный этап | Предварительный этап | Предварительный этап | Предварительный этап | Предварительный этап | Предварительный этап | Полуфинал | Полуфинал | Полуфинал | Полуфинал | Финал                 | Финал                 | Финал                 | Финал                 |
| Соревнование      | Спортсмены  | 1 попытка            | 1 попытка            | 1 попытка            | 2 попытка            | 2 попытка            | 2 попытка            | Место                | Полуфинал | Полуфинал | Полуфинал | Полуфинал | Финал                 | Финал                 | Финал                 | Финал                 |
| Соревнование      | Спортсмены  | Время                | Штраф                | Итог                 | Время                | Штраф                | Итог                 | Место                | Время     | Штраф     | Итог      | Место     | Время                 | Штраф                 | Итог                  | Место                 |
| ----------------- | ----------- | -------------------- | -------------------- | -------------------- | -------------------- | -------------------- | -------------------- | -------------------- | --------- | --------- | --------- | --------- | --------------------- | --------------------- | --------------------- | --------------------- |
| байдарки-одиночки | Виктория Ус | 109,77               | 0                    | 109,77               | 107,92               | 2                    | 109,92               | 15 Q                 |           |           | 111,12    | 12        | завершила выступление | завершила выступление | завершила выступление | завершила выступление |

### Дзюдо
Соревнования по дзюдо проводились по системе с выбыванием. В утешительные раунды попадали спортсмены, проигравшие полуфиналистам турнира. Два спортсмена, одержавших победу в утешительном раунде, в поединке за бронзу сражались с дзюдоистами, проигравшими в полуфинале.
Мужчины
| Категория    | Спортсмены       | 1/32 финала              | 1/16 финала              | 1/8 финала                  | Четвертьфинал              | Полуфинал                    | Финал                | Место |
| Категория    | Спортсмены       | Соперник Результат       | Соперник Результат       | Соперник Результат          | Соперник Результат         | Соперник Результат           | Соперник Результат   | Место |
| ------------ | ---------------- | ------------------------ | ------------------------ | --------------------------- | -------------------------- | ---------------------------- | -------------------- | ----- |
| до 66 кг     | Георгий Зантарая | не участвовал            | PORС. Оленик П 000:001   | завершил выступления        | завершил выступления       | завершил выступления         | завершил выступления | 17    |
| до 90 кг     | Кеджау Ньябали   | не участвовал            | CUBА. Гонсалес П 000:101 | завершил выступление        | завершил выступление       | завершил выступление         | завершил выступление | 17    |
| до 100 кг    | Артём Блошенко   | UZBСоиб Курбонов В 100s1 | PAKХусейн Шах В 100:0s1  | KORЧо Гухам В 100           | GERКарл-Рихард Фрай В 11s2 | JPNРюносукз Хага П 100s1:0s2 | завершил выступление | 5     |
| свыше 100 кг | Яков Хаммо       | не проводится            | BURРашид Сидибе В 100:0  | KGZЮрий Краковецкий П 0:111 | завершил выступление       | завершил выступление         | завершил выступление | 9     |

Женщины
| Категория   | Спортсмены      | 1/16 финала            | 1/8 финала                 | Четвертьфинал         | Полуфинал             | Финал                 | Место |
| Категория   | Спортсмены      | Соперник Результат     | Соперник Результат         | Соперник Результат    | Соперник Результат    | Соперник Результат    | Место |
| ----------- | --------------- | ---------------------- | -------------------------- | --------------------- | --------------------- | --------------------- | ----- |
| до 48 кг    | Марина Черняк   | ISRШ. Ришони В 100:000 | HUNЭ. Черновицки П 000:003 | завершила выступление | завершила выступление | завершила выступление | 9     |
| до 78 кг    | Виктория Туркс  | не участвовала         | SLOА. Веленшек П 1:0s1     | завершила выступление | завершила выступление | завершила выступление | 9     |
| свыше 78 кг | Светлана Ярёмка | не участвовала         | NEDТ. Савелкоулс П 0s1:101 | завершила выступление | завершила выступление | завершила выступление | 9     |

### Конный спорт
Выездка
Соревнования по выездке включали в себе три теста высшего уровня сложности по системе Международной федерации конного спорта (FEI): Большой Приз (англ. Grand Prix), Переездка Большого Приза (англ. Grand Prix Special) и КЮР Большого приза (англ. Grand Prix Freestyle). Итоговая оценка в каждом из тестов рассчитывалась, как среднее арифметическое значение оценок семи судей.
| Соревнование   | Спортсмены                              | Большой Приз | Большой Приз | Переездка Большого Приза | Переездка Большого Приза | КЮР Большого Приза    | КЮР Большого Приза    |
| Соревнование   | Спортсмены                              | Результат    | Место        | Результат                | Место                    | Результат             | Место                 |
| -------------- | --------------------------------------- | ------------ | ------------ | ------------------------ | ------------------------ | --------------------- | --------------------- |
| личная выездка | Инна Логутенкова лошадь — Don Gregorius | 68,943       | 41           | завершила выступление    | завершила выступление    | завершила выступление | завершила выступление |

Конкур
В каждом из раундов спортсменам необходимо было пройти дистанцию с разным количеством препятствий и разным лимитом времени. За каждое сбитое препятствие спортсмену начислялось 4 штрафных балла, за превышение лимита времени 1 штрафное очко (за каждые 5 секунд). В финал личного первенства могло пройти только три спортсмена от одной страны. Командный конкур проводился в рамках второго и третьего раунда индивидуальной квалификации. В зачёт командных соревнований шли три лучших результата, показанные спортсменами во время личного первенства. Если спортсмен выбывал из индивидуальных соревнований после первого или второго раундов, то он всё равно продолжал свои выступления, но результаты при этом шли только в командный зачёт.
| Соревнование     | Спортсмены                                                  | Квалификация  | Квалификация  | Квалификация | Квалификация | Квалификация         | Квалификация         | Квалификация         | Квалификация         | Финал                | Финал                | Финал                | Финал                | Финал                | Итоговое место |
| Соревнование     | Спортсмены                                                  | 1 раунд       | 1 раунд       | 2 раунд      | Всего        | Всего                | 3 раунд              | Всего                | Всего                | Финал A              | Финал A              | Финал B              | Всего                | Всего                | Итоговое место |
| Соревнование     | Спортсмены                                                  | Штраф         | Место         | Штраф        | Штраф        | Место                | Штраф                | Штраф                | Место                | Штраф                | Место                | Штраф                | Штраф                | Место                | Итоговое место |
| ---------------- | ----------------------------------------------------------- | ------------- | ------------- | ------------ | ------------ | -------------------- | -------------------- | -------------------- | -------------------- | -------------------- | -------------------- | -------------------- | -------------------- | -------------------- | -------------- |
| личный конкур    | Ульрих Кирхофф лошадь — Prince de la Mare                   | 4             | 40            | 4            | 8            | 28                   | 17                   | 25                   | 43                   | Завершил выступление | Завершил выступление | Завершил выступление | Завершил выступление | Завершил выступление | 43             |
| личный конкур    | Кассио Риветти лошадь — Fine Fleur du Marais                | 47            | 68            | DSQ          | DSQ          | DSQ                  | DSQ                  | DSQ                  | DSQ                  | DSQ                  | DSQ                  | DSQ                  | DSQ                  | DSQ                  | DSQ            |
| личный конкур    | Рене Теббель лошадь — Chadino                               | 0             | 24            | 1            | 1            | 22                   | 2                    | 3                    | 6                    | 1                    | 14                   | 5                    | 6                    | 19                   | 19             |
| личный конкур    | Ференц Сентирмай лошадь — Zipper                            | 47            | 68            | 9            | 56           | Завершил выступление | Завершил выступление | Завершил выступление | Завершил выступление | Завершил выступление | Завершил выступление | Завершил выступление | Завершил выступление | Завершил выступление | 56             |
| командный конкур | Ульрих Кирхофф Кассио Риветти Рене Теббель Ференц Сентирмай | Не проводится | Не проводится |              |              |                      |                      | 51                   | 15                   | Не проводится        | Не проводится        | Не проводится        | Не проводится        | Не проводится        | 13             |

### Лёгкая атлетика
Мужчины
Беговые дисциплины
| Дисциплина        | Спортсмен      | Предварительный раунд | Предварительный раунд | Предварительный раунд | Четвертьфиналы       | Четвертьфиналы       | Четвертьфиналы       | Полуфиналы           | Полуфиналы           | Полуфиналы           | Финал                | Финал                |
| Дисциплина        | Спортсмен      | Забег                 | Время                 | Место                 | Забег                | Время                | Место                | Забег                | Время                | Место                | Время                | Место                |
| ----------------- | -------------- | --------------------- | --------------------- | --------------------- | -------------------- | -------------------- | -------------------- | -------------------- | -------------------- | -------------------- | -------------------- | -------------------- |
| бег на 100 метров | Сергей Смелик  | -----                 | -----                 | -----                 | -----                | -----                | -----                | -----                | -----                | -----                | -----                | -----                |
| бег на 200 метров | Игорь Бодров   | 8                     | 20.86                 | 64                    | Завершил выступление | Завершил выступление | Завершил выступление | Завершил выступление | Завершил выступление | Завершил выступление | Завершил выступление | Завершил выступление |
| бег на 200 метров | Сергей Смелик  | 5                     | 20.66                 | 52                    | Завершил выступление | Завершил выступление | Завершил выступление | Завершил выступление | Завершил выступление | Завершил выступление | Завершил выступление | Завершил выступление |
| бег на 400 метров | Виталий Бутрым | 5                     | 45.92                 | 30                    | Не проводится        | Не проводится        | Не проводится        | Завершил выступление | Завершил выступление | Завершил выступление | Завершил выступление | Завершил выступление |

Шоссейные дисциплины
| Дисциплина              | Спортсмен            | Время   | Место | Отставание |
| ----------------------- | -------------------- | ------- | ----- | ---------- |
| марафон                 | Игорь Русс           | 2:18:19 | 48    |            |
| марафон                 | Игорь Олефиренко     | 2:15:36 | 30    |            |
| марафон                 | Александр Ситковский | 2:14:24 | 20    |            |
| ходьба на 20 километров | Игорь Главан         | 1:23:32 | 35    | +4:18      |
| ходьба на 20 километров | Руслан Дмитренко     | 1:21:40 | 16    | +2:26      |
| ходьба на 20 километров | Назар Коваленко      | 1:24:40 | 40    | +5:26      |
| ходьба на 50 километров | Сергей Будза         | 3:53:22 | 18    |            |
| ходьба на 50 километров | Иван Банзерук        | 4:11:51 | 39    |            |
| ходьба на 50 километров | Игорь Главан         | DNF     | DNF   | DNF        |

Технические дисциплины
| Дисциплина      | Спортсмен          | Квалификация | Квалификация | Финал                | Финал                |
| Дисциплина      | Спортсмен          | Результат    | Место        | Результат            | Место                |
| --------------- | ------------------ | ------------ | ------------ | -------------------- | -------------------- |
| прыжок в высоту | Богдан Бондаренко  | 2,29         | 1            | 2.33                 | 3                    |
| прыжок в высоту | Андрей Проценко    | 2.29         | 1            | 2.33                 | 4                    |
| прыжок в высоту | Дмитрий Яковенко   | 2.26         | 20           | Завершил выступление | Завершил выступление |
| метание диска   | Никита Нестеренко  | 60.31        | 23           | Завершил выступление | Завершил выступление |
| метание диска   | Алексей Семёнов    | 55.35        | 32           | Завершил выступление | Завершил выступление |
| метание копья   | Дмитрий Косинский  | 83.23        | 8            | 83.95                | 5                    |
| метание молота  | Евгений Виноградов | 73.95        | 11           | 74.11                | 11                   |

Многоборье
| Дисциплина  | Спортсмен        | Параметр  | 100 м | длина | ядро  | высота | 400 м | 110 м с/б | диск | шест | копьё | 1500 м | Всего очков | Итоговое место |
| ----------- | ---------------- | --------- | ----- | ----- | ----- | ------ | ----- | --------- | ---- | ---- | ----- | ------ | ----------- | -------------- |
| десятиборье | Алексей Касьянов | Результат | 10.78 | 7.54  | 14.50 | 2.01   | 48.56 | 14.34     | NM   | DNS  | DNS   | DNS    | DNF         | DNF            |
| десятиборье | Алексей Касьянов | Очки      |       |       |       |        |       |           | NM   | DNS  | DNS   | DNS    | DNF         | DNF            |
| десятиборье | Алексей Касьянов | Место     | 7     | 7     | 12    | 15     | 9     | 9         | NM   | DNS  | DNS   | DNS    | DNF         | DNF            |

Женщины
Беговые дисциплины
| Дисциплина                         | Спортсмен                                                    | Предварительный раунд | Предварительный раунд | Предварительный раунд | Четвертьфиналы        | Четвертьфиналы        | Четвертьфиналы        | Полуфиналы                                                   | Полуфиналы                                                   | Полуфиналы                                                   | Финал                 | Финал                 |
| Дисциплина                         | Спортсмен                                                    | Забег                 | Время                 | Место                 | Забег                 | Время                 | Место                 | Забег                                                        | Время                                                        | Место                                                        | Время                 | Место                 |
| ---------------------------------- | ------------------------------------------------------------ | --------------------- | --------------------- | --------------------- | --------------------- | --------------------- | --------------------- | ------------------------------------------------------------ | ------------------------------------------------------------ | ------------------------------------------------------------ | --------------------- | --------------------- |
| бег на 100 метров                  | Олеся Повх                                                   | Не участвовала        | Не участвовала        | Не участвовала        | 5                     | 11.39                 | 24                    | 1                                                            | 11.29                                                        | 20                                                           | Завершила выступление | Завершила выступление |
| бег на 100 метров                  | Наталья Погребняк                                            | Не участвовала        | Не участвовала        | Не участвовала        | 1                     | 11.30                 | 16                    | 2                                                            | 11.32                                                        | 21                                                           | Завершила выступление | Завершила выступление |
| бег на 100 метров                  | Кристина Стуй                                                | Не участвовала        | Не участвовала        | Не участвовала        | 3                     | 11.57                 | 41                    | Завершила выступление                                        | Завершила выступление                                        | Завершила выступление                                        | Завершила выступление | Завершила выступление |
| бег на 200 метров                  | Елизавета Брызгина                                           | 6                     | 23.28                 | 40                    | Завершила выступление | Завершила выступление | Завершила выступление | Завершила выступление                                        | Завершила выступление                                        | Завершила выступление                                        | Завершила выступление | Завершила выступление |
| бег на 200 метров                  | Наталья Погребняк                                            | 1                     | 22.64                 | 10                    | 2                     | 22.81                 | 15                    | Завершила выступление                                        | Завершила выступление                                        | Завершила выступление                                        | Завершила выступление | Завершила выступление |
| бег на 200 метров                  | Наталья Строгова                                             | 3                     | 23.69                 | 61                    | Завершила выступление | Завершила выступление | Завершила выступление | Завершила выступление                                        | Завершила выступление                                        | Завершила выступление                                        | Завершила выступление | Завершила выступление |
| бег на 400 метров                  | Ольга Бибик                                                  | 4                     | 52.33                 | 29                    | Не проводится         | Не проводится         | Не проводится         | Завершила выступление                                        | Завершила выступление                                        | Завершила выступление                                        | Завершила выступление | Завершила выступление |
| бег на 400 метров                  | Ольга Земляк                                                 | 2                     | 51.40                 | 11                    | Не проводится         | Не проводится         | Не проводится         | 1                                                            | 50.75                                                        | 8                                                            | 51.24                 | 7                     |
| бег на 400 метров                  | Юлия Олишевская                                              | 1                     | 52.45                 | 34                    | Не проводится         | Не проводится         | Не проводится         | Завершила выступление                                        | Завершила выступление                                        | Завершила выступление                                        | Завершила выступление | Завершила выступление |
| бег на 800 метров                  | Наталия Лупу                                                 | 5                     | 1:59.91               | 14                    | Не проводится         | Не проводится         | Не проводится         | 2                                                            | 2:02.10                                                      | 22                                                           | Завершила выступление | Завершила выступление |
| бег на 800 метров                  | Ольга Ляховая                                                | 1                     | 2:03.02               | 49                    | Не проводится         | Не проводится         | Не проводится         | Завершила выступление                                        | Завершила выступление                                        | Завершила выступление                                        | Завершила выступление | Завершила выступление |
| бег на 800 метров                  | Наталья Прищепа                                              | 3                     | 1:59.80               | 11                    | Не проводится         | Не проводится         | Не проводится         | 1                                                            | 1:59.95                                                      | 14                                                           | Завершила выступление | Завершила выступление |
| бег на 1500 метров                 | Наталья Прищепа                                              |                       |                       |                       | Не проводится         | Не проводится         | Не проводится         |                                                              |                                                              |                                                              |                       |                       |
| бег на 3000 метров с препятствиями | Мария Шаталова                                               | 1                     | 9:30.89               | 16                    | Не проводится         | Не проводится         | Не проводится         | Не проводится                                                | Не проводится                                                | Не проводится                                                | Завершила выступление | Завершила выступление |
| бег на 100 метров с барьерами      | Анна Плотицына                                               | 4                     | 13.12                 | 34                    | Не проводится         | Не проводится         | Не проводится         | Завершила выступление                                        | Завершила выступление                                        | Завершила выступление                                        | Завершила выступление | Завершила выступление |
| бег на 100 метров с барьерами      | Оксана Шкурат                                                | 5                     | 13.22                 | 35                    | Не проводится         | Не проводится         | Не проводится         | Завершила выступление                                        | Завершила выступление                                        | Завершила выступление                                        | Завершила выступление | Завершила выступление |
| бег на 100 метров с барьерами      | Елена Яновская                                               | 6                     | 13.32                 | 41                    | Не проводится         | Не проводится         | Не проводится         | Завершила выступление                                        | Завершила выступление                                        | Завершила выступление                                        | Завершила выступление | Завершила выступление |
| бег на 400 метров с барьерами      | Елена Колесниченко                                           | 6                     | 56.61                 | 26                    | Не проводится         | Не проводится         | Не проводится         | 1                                                            | 56.77                                                        | 20                                                           | Завершила выступление | Завершила выступление |
| бег на 400 метров с барьерами      | Анна Титимец                                                 | 5                     | 56.24                 | 18                    | Не проводится         | Не проводится         | Не проводится         | 2                                                            | 55.27                                                        | 9                                                            | Завершила выступление | Завершила выступление |
| бег на 400 метров с барьерами      | Виктория Ткачук                                              | 3                     | 56.14                 | 17                    | Не проводится         | Не проводится         | Не проводится         | 3                                                            | 56.27                                                        | 22                                                           | Завершила выступление | Завершила выступление |
| Эстафета                           | Предварительный раунд                                        | Предварительный раунд | Предварительный раунд | Предварительный раунд | Полуфинал             | Полуфинал             | Полуфинал             | Финал                                                        | Финал                                                        | Финал                                                        | Финал                 | Финал                 |
| Эстафета                           | Состав                                                       | Забег                 | Время                 | Место                 | Забег                 | Время                 | Место                 | Состав                                                       | Состав                                                       | Состав                                                       | Время                 | Место                 |
| эстафета 4×100 метров              | Олеся Повх Наталья Погребняк Елизавета Брызгина Мария Ремень | 1                     | 42.49                 | 5                     | Не проводится         | Не проводится         | Не проводится         | Олеся Повх Наталья Погребняк Елизавета Брызгина Мария Ремень | Олеся Повх Наталья Погребняк Елизавета Брызгина Мария Ремень | Олеся Повх Наталья Погребняк Елизавета Брызгина Мария Ремень | 42.36                 | 6                     |
| эстафета 4×400 метров              | Ольга Бибик Ольга Земляк Алина Логвиненко Татьяна Мельник    | 2                     | 3:24.54               | 3                     | Не проводится         | Не проводится         | Не проводится         | Ольга Бибик Ольга Земляк Алина Логвиненко Татьяна Мельник    | Ольга Бибик Ольга Земляк Алина Логвиненко Татьяна Мельник    | Ольга Бибик Ольга Земляк Алина Логвиненко Татьяна Мельник    | 3:26.64               | 5                     |

Шоссейные дисциплины
| Дисциплина              | Спортсмен          | Время   | Место | Отставание |
| ----------------------- | ------------------ | ------- | ----- | ---------- |
| марафон                 | Ольга Котовская    | 2:34:57 | 33    |            |
| марафон                 | Наталья Легонькова | 2:46:08 | 87    |            |
| марафон                 | Светлана Станко    | 2:42:26 | 66    |            |
| ходьба на 20 километров | Надежда Боровская  | 1:33:01 | 19    |            |
| ходьба на 20 километров | Инна Кашина        | 1:33:15 | 21    |            |
| ходьба на 20 километров | Валентина Мирончук | 1:38:20 | 46    |            |

Технические дисциплины
| Дисциплина      | Спортсмен           | Квалификация | Квалификация | Финал                 | Финал                 |
| Дисциплина      | Спортсмен           | Результат    | Место        | Результат             | Место                 |
| --------------- | ------------------- | ------------ | ------------ | --------------------- | --------------------- |
| прыжок в длину  | Марина Бех          | 6.55         | 10           | NM                    | NM                    |
| прыжок в длину  | Анна Лунёва         | 6.15         | 31           | Завершила выступление | Завершила выступление |
| прыжок в длину  | Анна Корнута        | 6.37         | 19           | Завершила выступление | Завершила выступление |
| тройной прыжок  | Ольга Саладуха      | 13.97        | 18           | Завершила выступление | Завершила выступление |
| тройной прыжок  | Руслана Цихоцкая    | 13.63        | 26           | Завершила выступление | Завершила выступление |
| прыжок в высоту | Ирина Геращенко     | 1.94         | 13           | 1.93                  | 10                    |
| прыжок в высоту | Юлия Левченко       | 1.92         | 19           | Завершила выступление | Завершила выступление |
| прыжок в высоту | Оксана Окунева      | 1,89         | 22           | Завершила выступление | Завершила выступление |
| прыжок с шестом | Марина Килипко      | 4.55         | 14           | Завершила выступление | Завершила выступление |
| толкание ядра   | Ольга Голодная      | 16.83        | 27           | Завершила выступление | Завершила выступление |
| толкание ядра   | Галина Облещук      | 15.81        | 34           | Завершила выступление | Завершила выступление |
| метание диска   | Наталья Семёнова    | 58.41        | 15           | Завершила выступление | Завершила выступление |
| метание копья   | Анна Гацко-Федусова | 58.90        | 19           | Завершила выступление | Завершила выступление |
| метание копья   | Екатерина Дерун     | 60.02        | 17           | Завершила выступление | Завершила выступление |
| метание молота  | Наталья Золотухина  | 56.96        | 31           | Завершила выступление | Завершила выступление |
| метание молота  | Ирина Климец        | 62.75        | 28           | Завершила выступление | Завершила выступление |
| метание молота  | Ирина Новожилова    | 66.70        | 22           | Завершила выступление | Завершила выступление |

Многоборье
| Дисциплина | Спортсмен      | Параметр  | 100 м с/б | высота | ядро  | 200 м | длина | копьё | 800 м   | Всего очков | Итоговое место |
| ---------- | -------------- | --------- | --------- | ------ | ----- | ----- | ----- | ----- | ------- | ----------- | -------------- |
| семиборье  | Анна Касьянова | Результат | 13.66     | 1.77   | 13.25 | 24.60 | 5.88  | 38.10 | 2:16.58 | 1027        | 17             |
| семиборье  | Анна Касьянова | Очки      |           |        |       |       |       |       |         | 1027        | 17             |
| семиборье  | Анна Касьянова | Место     | 17        | 16     | 19    | 15    | 26    | 25    | 20      | 1027        | 17             |
| семиборье  | Алина Фёдорова | Результат | 14.10     | 1.80   | 14.38 | 25.44 | 6.00  | 35.44 | DNF     | 964         | 28             |
| семиборье  | Алина Фёдорова | Очки      |           |        |       |       |       |       | DNF     | 964         | 28             |
| семиборье  | Алина Фёдорова | Место     | 28        | 13     | 8     | 28    | 24    | 28    | DNF     | 964         | 28             |

### Настольный теннис
Соревнования по настольному теннису проходили по системе плей-офф. Каждый матч продолжается до тех пор, пока один из теннисистов не выигрывает 4 партии. Сильнейшие 16 спортсменов начинали соревнования с третьего раунда, следующие 16 по рейтингу стартовали со второго раунда.
Мужчины
| Соревнование     | Спортсмены   | Квалификация       | Первый раунд       | Второй раунд       | Третий раунд          | 1/8 финала              | 1/4 финала           | Полуфинал            | Финал                | Место                |
| Соревнование     | Спортсмены   | Соперник Результат | Соперник Результат | Соперник Результат | Соперник Результат    | Соперник Результат      | Соперник Результат   | Соперник Результат   | Соперник Результат   | Место                |
| ---------------- | ------------ | ------------------ | ------------------ | ------------------ | --------------------- | ----------------------- | -------------------- | -------------------- | -------------------- | -------------------- |
| одиночный разряд | Коу Лэй (28) | не участвовал      | не участвовал      | EGYО. Ассар В 4:3  | FRAС. Гози (13) В 4:1 | PORМ. Фрейташ (8) П 0:4 | завершил выступление | завершил выступление | завершил выступление | завершил выступление |

Женщины
| Соревнование     | Спортсмены           | Квалификация       | Первый раунд       | Второй раунд             | Третий раунд            | 1/8 финала            | 1/4 финала            | Полуфинал             | Финал                 | Место                 |
| Соревнование     | Спортсмены           | Соперник Результат | Соперник Результат | Соперник Результат       | Соперник Результат      | Соперник Результат    | Соперник Результат    | Соперник Результат    | Соперник Результат    | Место                 |
| ---------------- | -------------------- | ------------------ | ------------------ | ------------------------ | ----------------------- | --------------------- | --------------------- | --------------------- | --------------------- | --------------------- |
| одиночный разряд | Татьяна Биленко (26) | не участвовала     | не участвовала     | CZEИ. Ваценковская В 4:0 | HKGЛи Хо Чин (15) П 1:4 | завершила выступление | завершила выступление | завершила выступление | завершила выступление | завершила выступление |

### Парусный спорт
Соревнования по парусному спорту в каждом из классов состояли из 10 или 12 гонок. Каждую гонку спортсмены начинали с общего старта. Победителем становился экипаж, первым пересекший финишную черту. Количество очков, идущих в общий зачёт, соответствовало занятому командой месту. 10 лучших экипажей по результатам 10 заплывов попадали в медальную гонку, результаты которой также шли в общий зачёт. В медальной гонке, очки, полученные экипажем удваивались. В случае если участник соревнований не смог завершить гонку ему начислялось количество очков, равное количеству участников плюс один. При итоговом подсчёте очков не учитывался худший результат, показанный экипажем в одной из гонок. Сборная, набравшая наименьшее количество очков, становится олимпийским чемпионом.
Мужчины
| Класс | Спортсмены              | Гонка | Гонка | Гонка | Гонка | Гонка | Гонка | Гонка | Гонка | Гонка | Гонка | Гонка         | Гонка         | Гонка          | Очки | Место |
| Класс | Спортсмены              | 1     | 2     | 3     | 4     | 5     | 6     | 7     | 8     | 9     | 10    | 11            | 12            | M              | Очки | Место |
| ----- | ----------------------- | ----- | ----- | ----- | ----- | ----- | ----- | ----- | ----- | ----- | ----- | ------------- | ------------- | -------------- | ---- | ----- |
| RS:X  | Александр Тугарев       | 22    | 31    | 27    | 11    | DNF   | 13    | 13    | 16    | 30    | 20    | 30            | 13            |                | 225  | 23    |
| 470   | Павел Мацуев Борис Швец | 16    | 13    | 21    | 24    | 25    | 17    | 25    | 24    | 25    | 19    | не проводится | не проводится | не участвовали | 184  | 25    |

### Современное пятиборье
Современное пятиборье включает в себя: стрельбу, плавание, фехтование, верховую езду и бег. Как и на предыдущих Играх бег и стрельба были объединены в один вид — комбайн. В комбайне спортсмены стартовали с гандикапом, набранным за предыдущие три дисциплины (4 очка = 1 секунда). Олимпийским чемпионом становится спортсмен, который пересекает финишную линию первым.
Мужчины
| Соревнование      | Спортсмены      | Фехтование | Фехтование | Фехтование | Плавание | Плавание | Плавание | Верховая езда | Верховая езда | Верховая езда | Комбайн | Комбайн | Комбайн | Всего     | Всего |
| Соревнование      | Спортсмены      | Побед      | Очки       | Место      | Время    | Очки     | Место    | Штраф         | Очки          | Место         | Время   | Очки    | Место   | Результат | Место |
| ----------------- | --------------- | ---------- | ---------- | ---------- | -------- | -------- | -------- | ------------- | ------------- | ------------- | ------- | ------- | ------- | --------- | ----- |
| личное первенство | Павел Тимощенко |            | 227        | 6          |          | 324      | 23       |               |               |               |         |         |         | 1472      | 2     |
| личное первенство | Андрей Федечко  |            | 198        | 24         |          | 324      | 25       |               | 275           | 24            |         | 593     | 26      | 1390      | 26    |

Женщины
| Соревнование      | Спортсмены     | Фехтование | Фехтование | Фехтование | Плавание | Плавание | Плавание | Верховая езда | Верховая езда | Верховая езда | Комбайн  | Комбайн | Комбайн | Всего     | Всего |
| Соревнование      | Спортсмены     | Побед      | Очки       | Место      | Время    | Очки     | Место    | Штраф         | Очки          | Место         | Время    | Очки    | Место   | Результат | Место |
| ----------------- | -------------- | ---------- | ---------- | ---------- | -------- | -------- | -------- | ------------- | ------------- | ------------- | -------- | ------- | ------- | --------- | ----- |
| личное первенство | Анастасия Спас |            | 196        | 24         |          | 297      | 11       |               | 221           | 30            | 15:16.82 | 384     | 36      | 1098      | 30    |

### Стрельба
В январе 2013 года Международная федерация спортивной стрельбы приняла новые правила проведения соревнований на 2013—2016 года, которые, в частности, изменили порядок проведения финалов. Во многих дисциплинах спортсмены, прошедшие в финал, теперь начинают решающий раунд без очков, набранных в квалификации, а финал проходит по системе с выбыванием. Также в финалах после каждого раунда стрельбы из дальнейшей борьбы выбывает спортсмен с наименьшим количеством баллов. В скоростном пистолете решающие поединки проходят по системе попал-промах. В стендовой стрельбе добавился полуфинальный раунд, где определяются по два участника финального матча и поединка за третье место.
Мужчины
| Соревнование                          | Спортсмены       | Квалификация | Квалификация | Полуфинал     | Полуфинал     | Финал                | Финал                |
| Соревнование                          | Спортсмены       | Результат    | Место        | Результат     | Место         | Соперник/ Результат  | Место                |
| ------------------------------------- | ---------------- | ------------ | ------------ | ------------- | ------------- | -------------------- | -------------------- |
| пневматическая винтовка, 10 метров    | Сергей Кулиш     | 627,0        | 4 Q          | не проводится | не проводится | 204,6                | 2                    |
| пневматическая винтовка, 10 метров    | Олег Царьков     | 626,2        | 5 Q          | не проводится | не проводится | 79,7                 | 8                    |
| винтовка лёжа, 50 метров              | Олег Царьков     | 623,1        | 12           | не проводится | не проводится | завершил выступление | завершил выступление |
| винтовка лёжа, 50 метров              | Сергей Кулиш     | 620,5        | 32           | не проводится | не проводится | завершил выступление | завершил выступление |
| винтовка из трёх положений, 50 метров | Олег Царьков     | 1173         | 10           | не проводится | не проводится | завершил выступление | завершил выступление |
| винтовка из трёх положений, 50 метров | Сергей Кулиш     | 1171         | 14           | не проводится | не проводится | завершил выступление | завершил выступление |
| пневматический пистолет, 10 метров    | Олег Омельчук    | 577          | 14           | не проводится | не проводится | завершил выступление | завершил выступление |
| пневматический пистолет, 10 метров    | Павел Коростылёв | 572          | 35           | не проводится | не проводится | завершил выступление | завершил выступление |
| скорострельный пистолет, 25 метров    | Роман Бондарук   | 579          | 11           | не проводится | не проводится | завершил выступление | завершил выступление |
| скорострельный пистолет, 25 метров    | Павел Коростылёв | 574          | 16           | не проводится | не проводится | завершил выступление | завершил выступление |
| пистолет, 50 метров                   | Олег Омельчук    | 550          | 21           | не проводится | не проводится | завершил выступление | завершил выступление |
| скит                                  | Николай Мильчев  | 122          | 4 Q          | 15            | 3             | 14                   | 4                    |

Женщины
| Соревнование                          | Спортсмены      | Квалификация | Квалификация | Полуфинал             | Полуфинал             | Финал                 | Финал                 |
| Соревнование                          | Спортсмены      | Результат    | Место        | Результат             | Место                 | Соперник/ Результат   | Место                 |
| ------------------------------------- | --------------- | ------------ | ------------ | --------------------- | --------------------- | --------------------- | --------------------- |
| пневматическая винтовка, 10 метров    | Наталья Кальныш | 415,8        | 9            | не проводится         | не проводится         | завершила выступление | завершила выступление |
| винтовка из трёх положений, 50 метров | Наталья Кальныш | 577          | 21           | не проводится         | не проводится         | завершила выступление | завершила выступление |
| пневматический пистолет, 10 метров    | Елена Костевич  | 378          | 28           | не проводится         | не проводится         | завершила выступление | завершила выступление |
| пистолет, 25 метров                   | Елена Костевич  | 575          | 22           | завершила выступление | завершила выступление | завершила выступление | завершила выступление |

### Стрельба из лука
В квалификации соревнований лучники выполняют 12 серий выстрелов по 6 стрел с расстояния 70-ти метров. По итогам предварительного раунда составляется сетка плей-офф, где в 1/32 финала 1-й номер посева встречается с 64-м, 2-й с 63-м и.т.д. В поединках на выбывание спортсмены выполняют по три выстрела. Участник, набравший за эту серию больше очков получает 2 очка. Если же оба лучника набрали одинаковое количество баллов, то они получают по одному очку. Победителем пары становится лучник, первым набравший 6 очков.
Мужчины
| Соревнование              | Спортсмены   | Квалификация | Квалификация | 1/32 финала              | 1/16 финала                 | 1/8 финала           | Четвертьфинал        | Полуфинал            | Финал                | Место |
| Соревнование              | Спортсмены   | Результат    | Место        | Соперник Результат       | Соперник Результат          | Соперник Результат   | Соперник Результат   | Соперник Результат   | Соперник Результат   | Место |
| ------------------------- | ------------ | ------------ | ------------ | ------------------------ | --------------------------- | -------------------- | -------------------- | -------------------- | -------------------- | ----- |
| индивидуальное первенство | Виктор Рубан | 663          | 25           | INAХ. Пурнама (40) В 7:3 | FRAЖ.-Ш. Валладон (8) П 0:6 | завершил выступление | завершил выступление | завершил выступление | завершил выступление | 17    |

Женщины
| Соревнование              | Спортсмены                                           | Квалификация | Квалификация | 1/32 финала                  | 1/16 финала               | 1/8 финала            | Четвертьфинал         | Полуфинал             | Финал                 | Место |
| Соревнование              | Спортсмены                                           | Результат    | Место        | Соперник Результат           | Соперник Результат        | Соперник Результат    | Соперник Результат    | Соперник Результат    | Соперник Результат    | Место |
| ------------------------- | ---------------------------------------------------- | ------------ | ------------ | ---------------------------- | ------------------------- | --------------------- | --------------------- | --------------------- | --------------------- | ----- |
| индивидуальное первенство | Вероника Марченко                                    | 630          | 30           | ESTЛ. Нурмсалу (35) В 6:0    | KORКи Бо Бэ (3) П 2:6     | завершила выступления | завершила выступления | завершила выступления | завершила выступления | 17    |
| индивидуальное первенство | Анастасия Павлова                                    | 630          | 29           | KAZЛ. Сайдиева (36) В 6:0    | TPEТань Ятин (4) П 0:6    | завершила выступления | завершила выступления | завершила выступления | завершила выступления | 17    |
| индивидуальное первенство | Лидия Сиченикова                                     | 630          | 31           | GEOХ. Нариманидзе (34) В 7:1 | KORЧхан Хе Джин (2) П 2:6 | завершила выступления | завершила выступления | завершила выступления | завершила выступления | 17    |
| командное первенство      | Вероника Марченко Анастасия Павлова Лидия Сиченикова | 1890         | 8            | не проводится                | не проводится             | Япония (8) · П 2:6    | завершили выступления | завершили выступления | завершили выступления | 9     |

### Теннис
Соревнования пройдут на кортах олимпийского теннисного центра. Теннисные матчи будут проходить на кортах с твёрдым покрытием DecoTurf, на которых также проходит и Открытый чемпионат США.
Мужчины
| Соревнование     | Спортсмены                   | 1/32 финала                  | 1/16 финала                         | 1/8 финала            | Четвертьфинал         | Полуфинал             | Финал                 |                      |
| Соревнование     | Спортсмены                   | Соперник Результат           | Соперник Результат                  | Соперник Результат    | Соперник Результат    | Соперник Результат    | Соперник Результат    |                      |
| ---------------- | ---------------------------- | ---------------------------- | ----------------------------------- | --------------------- | --------------------- | --------------------- | --------------------- | -------------------- |
| одиночный разряд | Илья Марченко                | ITAА. Сеппи П 3:6, 6:3, 66:7 | завершил выступление                | завершил выступление  | завершил выступление  | завершил выступление  | завершил выступление  | завершил выступление |
| парный разряд    | Денис Молчанов Илья Марченко | не проводится                | ITAФ. Фоньини / А. Сеппи П 4:6, 3:6 | завершили выступления | завершили выступления | завершили выступления | завершили выступления |                      |

Женщины
| Соревнование     | Спортсмены                      | 1/32 финала                    | 1/16 финала                                          | 1/8 финала                   | Четвертьфинал          | Полуфинал             | Финал                 |
| Соревнование     | Спортсмены                      | Соперник Результат             | Соперник Результат                                   | Соперник Результат           | Соперник Результат     | Соперник Результат    | Соперник Результат    |
| ---------------- | ------------------------------- | ------------------------------ | ---------------------------------------------------- | ---------------------------- | ---------------------- | --------------------- | --------------------- |
| одиночный разряд | Элина Свитолина (15)            | GERА. Петкович В 2:6, 6:1, 6:3 | GBRХ. Уотсон В 6:3, 1:6, 6:3                         | USAС. Уильямс (1) В 6:4, 6:3 | CZEПетра Квитова П 2:0 | завершила выступление | завершила выступление |
| парный разряд    | Элина Свитолина Ольга Савчук    | не проводится                  | CZEА. Главачкова / Л. Градецкая (6) П 61:7, 6:1, 4:6 | завершили выступления        | завершили выступления  | завершили выступления | завершили выступления |
| парный разряд    | Людмила Киченок Надежда Киченок | не проводится                  | CHNСюй Ифань / Чжэн Сайсай П 0:6, 3:6                | завершили выступления        | завершили выступления  | завершили выступления | завершили выступления |

### Триатлон
Соревнования по триатлону пройдут на территории форта Копакабана. Дистанция состоит из 3-х этапов — плавание (1,5 км), велоспорт (43 км), бег (10 км).
Мужчины
| Соревнование              | Спортсмены  | Плавание | Смена | Велоспорт | Смена | Бег | Итоговое время | Место | Отставание |
| ------------------------- | ----------- | -------- | ----- | --------- | ----- | --- | -------------- | ----- | ---------- |
| индивидуальное первенство | Иван Иванов |          |       |           |       |     | 1:56:00        | 49    |            |

Женщины
| Соревнование              | Спортсмены       | Плавание | Смена | Велоспорт | Смена | Бег | Итоговое время | Место | Отставание |
| ------------------------- | ---------------- | -------- | ----- | --------- | ----- | --- | -------------- | ----- | ---------- |
| индивидуальное первенство | Юлия Елистратова |          |       |           |       |     | 2:03:27        | 38    |            |

### Тяжёлая атлетика
Каждый НОК самостоятельно выбирает категорию в которой выступит её тяжелоатлет. В рамках соревнований проводятся два упражнения — рывок и толчок. В каждом из упражнений спортсмену даётся 3 попытки. Победитель определяется по сумме двух упражнений. При равенстве результатов победа присуждается спортсмену, с меньшим собственным весом.
Мужчины
| Категория    | Спортсмены          | Вес    | Рывок | Рывок | Рывок | Толчок | Толчок | Толчок | Всего | Место |
| Категория    | Спортсмены          | Вес    | 1     | 2     | 3     | 1      | 2      | 3      | Всего | Место |
| ------------ | ------------------- | ------ | ----- | ----- | ----- | ------ | ------ | ------ | ----- | ----- |
| до 94 кг     | Александр Пелешенко | 84.73  | 170   | 173   | 175   | 210    | 210    | 212    | 385   | 5     |
| до 105 кг    | Дмитрий Чумак       | 93.66  | 174   | 174   | 177   | 213    | 213    | 220    | 387   | 6     |
| до 105 кг    | Владимир Гоза       | 93.66  | 165   | 170   | 174   | 195    | 200    | 205    | 375   | 9     |
| свыше 105 кг | Игорь Шимечко       | 129.75 | 170   | 175   | 175   | 190    | 195    | 200    | 365   | 19    |

Женщины
| Категория   | Спортсмены        | Вес    | Рывок | Рывок | Рывок | Толчок | Толчок | Толчок | Всего | Место |
| Категория   | Спортсмены        | Вес    | 1     | 2     | 3     | 1      | 2      | 3      | Всего | Место |
| ----------- | ----------------- | ------ | ----- | ----- | ----- | ------ | ------ | ------ | ----- | ----- |
| до 48 кг    | Юлия Паратова     | 47,74  | 84    | 86    | 86    | 95     | 95     | 98     | 179   | 8     |
| до 58 кг    | Вероника Ивасюк   | 57,10  | 87    | 87    | 90    | 98     | 103    | 107    | 193   | 13    |
| до 75 кг    | Ирина Деха        | 74.89  | 111   | 114   | 116   | 133    | 138    | 143    | 247   | 5     |
| свыше 75 кг | Анастасия Лысенко | 100.97 | 117   | 117   | 117   | 146    | 146    | 156    | 263   | 10    |

### Фехтование
В индивидуальных соревнованиях спортсмены сражаются три раунда по три минуты, либо до того момента, как один из спортсменов нанесёт 15 уколов. В командных соревнованиях поединок идёт 9 раундов по 3 минуты каждый, либо до 45 уколов. Если по окончании времени в поединке зафиксирован ничейный результат, то назначается дополнительная минута до «золотого» укола.
Мужчины
| Соревнование         | Спортсмены                                                     | 1/32 финала               | 1/16 финала                 | 1/8 финала                 | Четвертьфинал                                           | Полуфинал                                                     | Финал                                                  | Место |
| Соревнование         | Спортсмены                                                     | Соперник Результат        | Соперник Результат          | Соперник Результат         | Соперник Результат                                      | Соперник Результат                                            | Соперник Результат                                     | Место |
| -------------------- | -------------------------------------------------------------- | ------------------------- | --------------------------- | -------------------------- | ------------------------------------------------------- | ------------------------------------------------------------- | ------------------------------------------------------ | ----- |
| индивидуальная шпага | Богдан Никишин (3)                                             | не участвовал             | CHNЦзяо Юньлун (30) В 15:11 | SUIБ. Штеффен (14) П 14:15 | завершил выступление                                    | завершил выступление                                          | завершил выступление                                   | 10    |
| индивидуальная шпага | Анатолий Герей (22)                                            | не участвовал             | SUIФ. Каутер (11) П 9:15    | завершил выступление       | завершил выступление                                    | завершил выступление                                          | завершил выступление                                   | 24    |
| индивидуальная шпага | Дмитрий Карюченко (36)                                         | COLДж. Э. Родригес П 7:15 | завершил выступление        | завершил выступление       | завершил выступление                                    | завершил выступление                                          | завершил выступление                                   | 36    |
| командная шпага      | Анатолий Герей Дмитрий Карюченко Богдан Никишин Максим Хворост | не проводится             | не проводится               |                            | Россия · В.Анохин, П.Сухов, А.Авдеев, С.Ходос · В 45:32 | Италия · А.Сантарелли, М.Фичера, Э.Гароццо, П.Пиццо · П 45:33 | Венгрия · А.Редли, П.Сомфай, Г.Божко, Г.Имре · П 39:37 | 4     |
| индивидуальная сабля | Андрей Ягодка (19)                                             | не проводится             | IRIМ. Абедини (14) П 9:15   | завершил выступление       | завершил выступление                                    | завершил выступление                                          | завершил выступление                                   | 22    |

Женщины
| Соревнование          | Спортсмены                                                      | 1/32 финала        | 1/16 финала                 | 1/8 финала                | Четвертьфинал              | Полуфинал                  | Финал                    | Место |
| Соревнование          | Спортсмены                                                      | Соперник Результат | Соперник Результат          | Соперник Результат        | Соперник Результат         | Соперник Результат         | Соперник Результат       | Место |
| --------------------- | --------------------------------------------------------------- | ------------------ | --------------------------- | ------------------------- | -------------------------- | -------------------------- | ------------------------ | ----- |
| индивидуальная шпага  | Яна Шемякина (19)                                               | не участвовала     | USAК. Хёрли (14) В 14:13    | JPNН. Сато (30) П 8:11    | завершила выступление      | завершила выступление      | завершила выступление    | 13    |
| индивидуальная шпага  | Елена Кривицкая (23)                                            | не участвовала     | KORСин А Рам (10) В 15:14   | FRAЛ. Ремби (26) П 7:9    | завершила выступление      | завершила выступление      | завершила выступление    | 15    |
| индивидуальная шпага  | Ксения Пантелеева (24)                                          | не участвовала     | ESTИ. Эмбрих (9) П 3:15     | завершила выступление     | завершила выступление      | завершила выступление      | завершила выступление    | 27    |
| командная шпага       | Елена Кривицкая Ксения Пантелеева Яна Шемякина Анфиса Почкалова | не проводится      | не проводится               | Бразилия · В 45:32        | Китай · П 42:34            | Республика Корея · П 45:34 | Франция · П 45:38        | 7     |
| индивидуальная рапира | Ольга Лелейко (23)                                              | не участвовала     | FRAА. Гюйар (10) П 9:15     | завершила выступление     | завершила выступление      | завершила выступление      | завершила выступление    | 24    |
| индивидуальная сабля  | Ольга Харлан (2)                                                | не участвовала     | MEXУ. Гонсалес (31) В 15:8  | UKRА. Комащук (18) В 15:8 | ITAЛ. Гулотта (23) В 15:4  | RUSЯ. Егорян (6) П 9:15    | За 3-е место             | 3     |
| индивидуальная сабля  | Ольга Харлан (2)                                                | не участвовала     | MEXУ. Гонсалес (31) В 15:8  | UKRА. Комащук (18) В 15:8 | ITAЛ. Гулотта (23) В 15:4  | RUSЯ. Егорян (6) П 9:15    | FRAМ. Брюне (20) В 15:10 | 3     |
| индивидуальная сабля  | Алина Комащук (18)                                              | не участвовала     | ITAР. Грегорио (15) В 15:14 | UKRО. Харлан (2) П 8:15   | завершила выступление      | завершила выступление      | завершила выступление    | 15    |
| индивидуальная сабля  | Елена Кравацкая (25)                                            | не участвовала     | USAИ. Мухаммад (8) П 15:13  | завершила выступление     | завершила выступление      | завершила выступление      | завершила выступление    | 26    |
| командная сабля       | Ольга Харлан Алина Комащук Елена Кравацкая Елена Воронина       | не проводится      | не проводится               | не проводится             | Республика Корея · В 45:40 | Италия · В 45:42           | Россия · П 45:30         | 2     |